# Grenadai pufókgerle
A grenadai pufókgerle (Leptotila wellsi) a madarak osztályának galambalakúak (Columbiformes) rendjéhez és a galambfélék (Columbidae) családjához tartozó faj. Grenada nemzeti madara.

## Rendszerezése
A fajt George Newbold Lawrence amerikai amatőr ornitológus írta le 1884-ben, az Engyptila nembe Engyptila wellsi néven.

## Előfordulása
A Kis-Antillákhoz tartozó Grenada területén honos. Természetes élőhelyei a szubtrópusi és trópusi lombhullató erdők. Állandó, nem vonuló faj.

## Megjelenése
Testhossza 28–31 centiméter, testtömege 200 gramm. A hangja hoooo.

## Életmódja
Kevés az információ, valószínűleg magvakkal, apró gyümölcsökkel, rovarokkal, és hernyókkal táplálkozik.

## Természetvédelmi helyzete
Az elterjedési területe rendkívül kicsi, egyedszáma 100 példány körüli és csökken. A Természetvédelmi Világszövetség Vörös listáján súlyosan veszélyeztetett fajként szerepel.